# Лосины

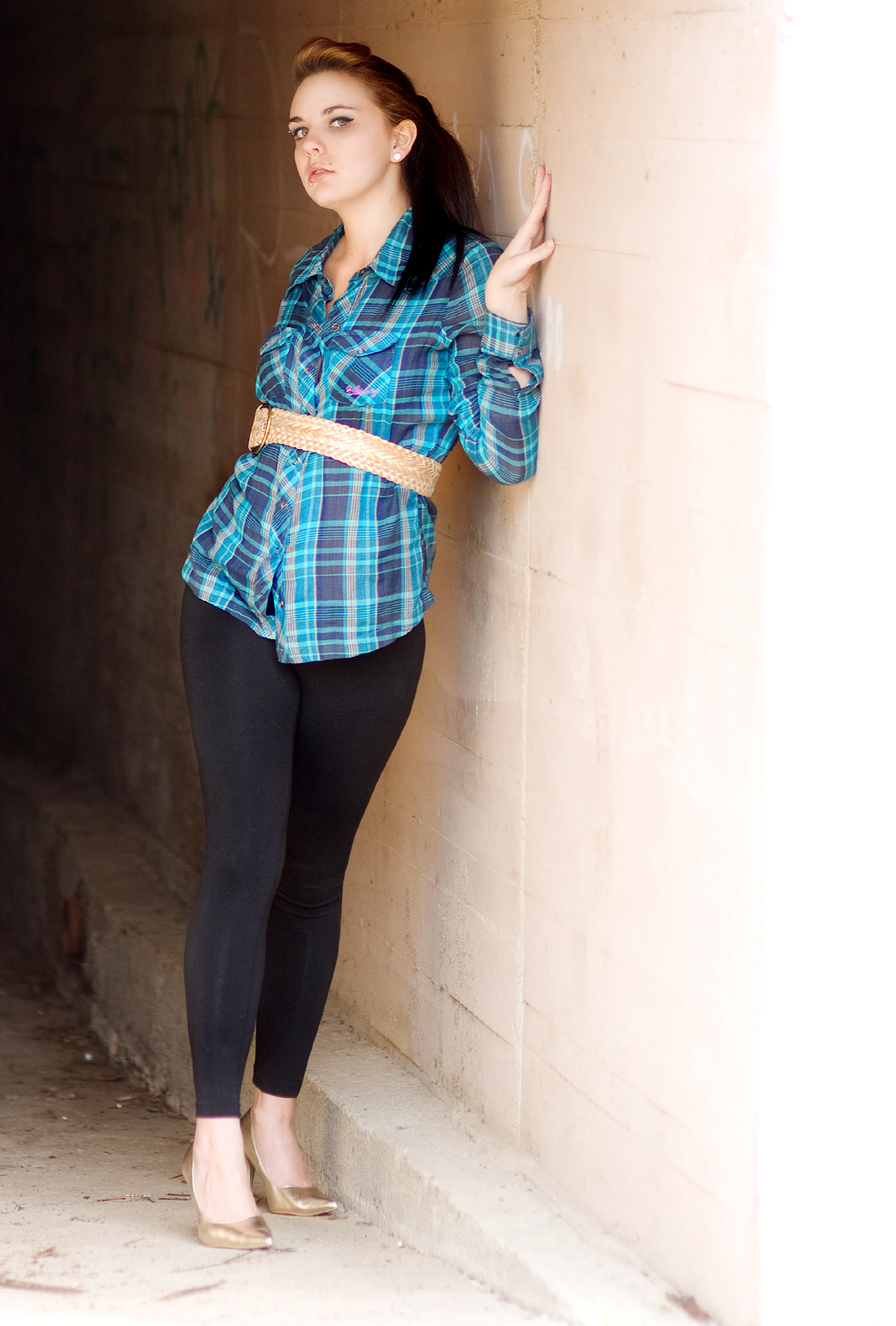
Женщина в чёрных леггинсах

Лоси́ны или англ. ле́ггинсы (англ. leggings от leg «нога»), дольчики — разновидность штанов обтягивающего фасона.
Использование слов «легинсы» и «ле́ггинсы» (с двумя буквами «г») равноправно.
Изначально лосинами называлась разновидность мужских брюк, изготовленных из лосиной кожи, которые использовались как элемент военной формы с начала XVIII века. Современные лосины — изделия чулочно-носочной группы, которые можно также носить в сочетании с платьем или юбкой.

## История

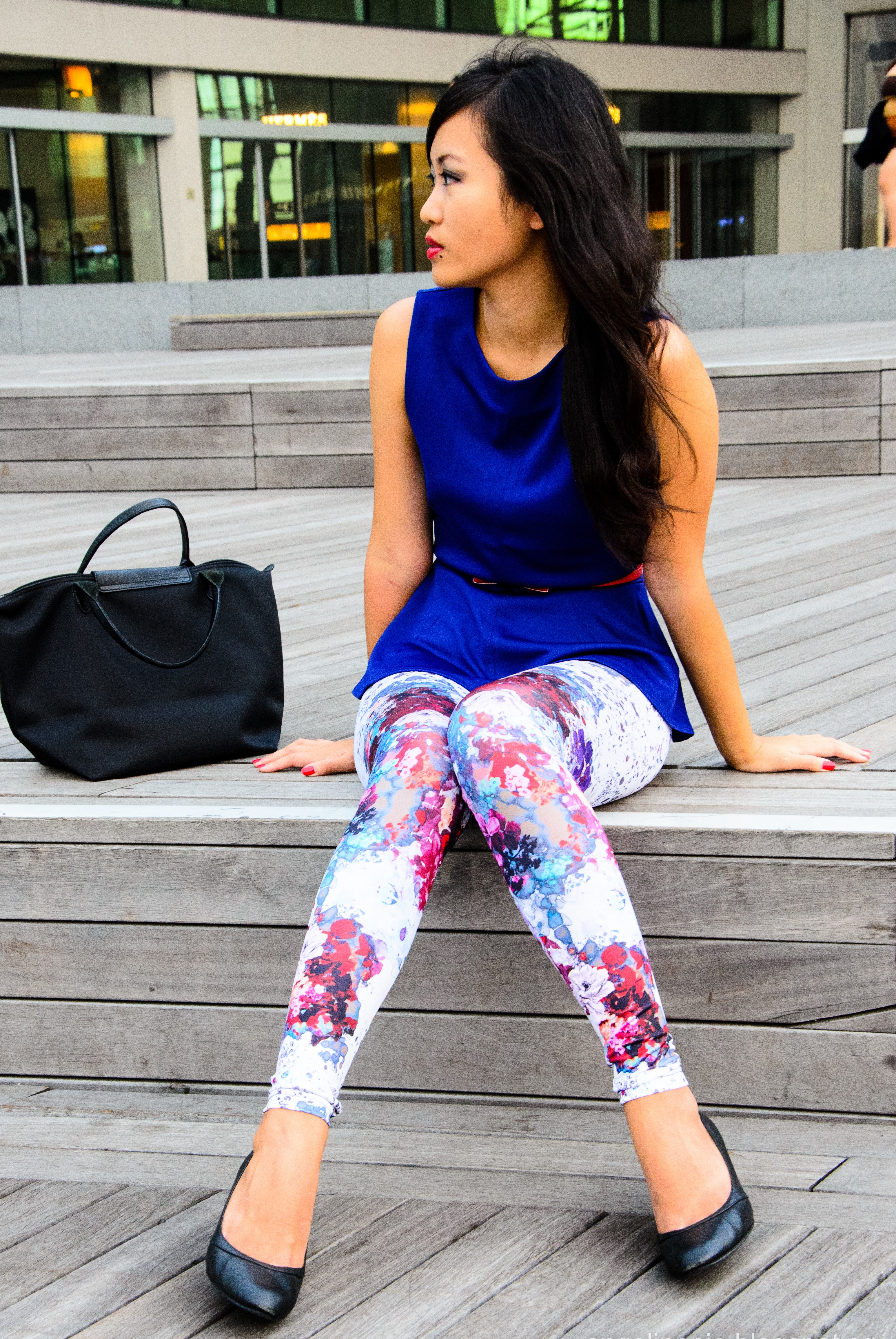
Женщина в белых леггинсах с цветочным орнаментом

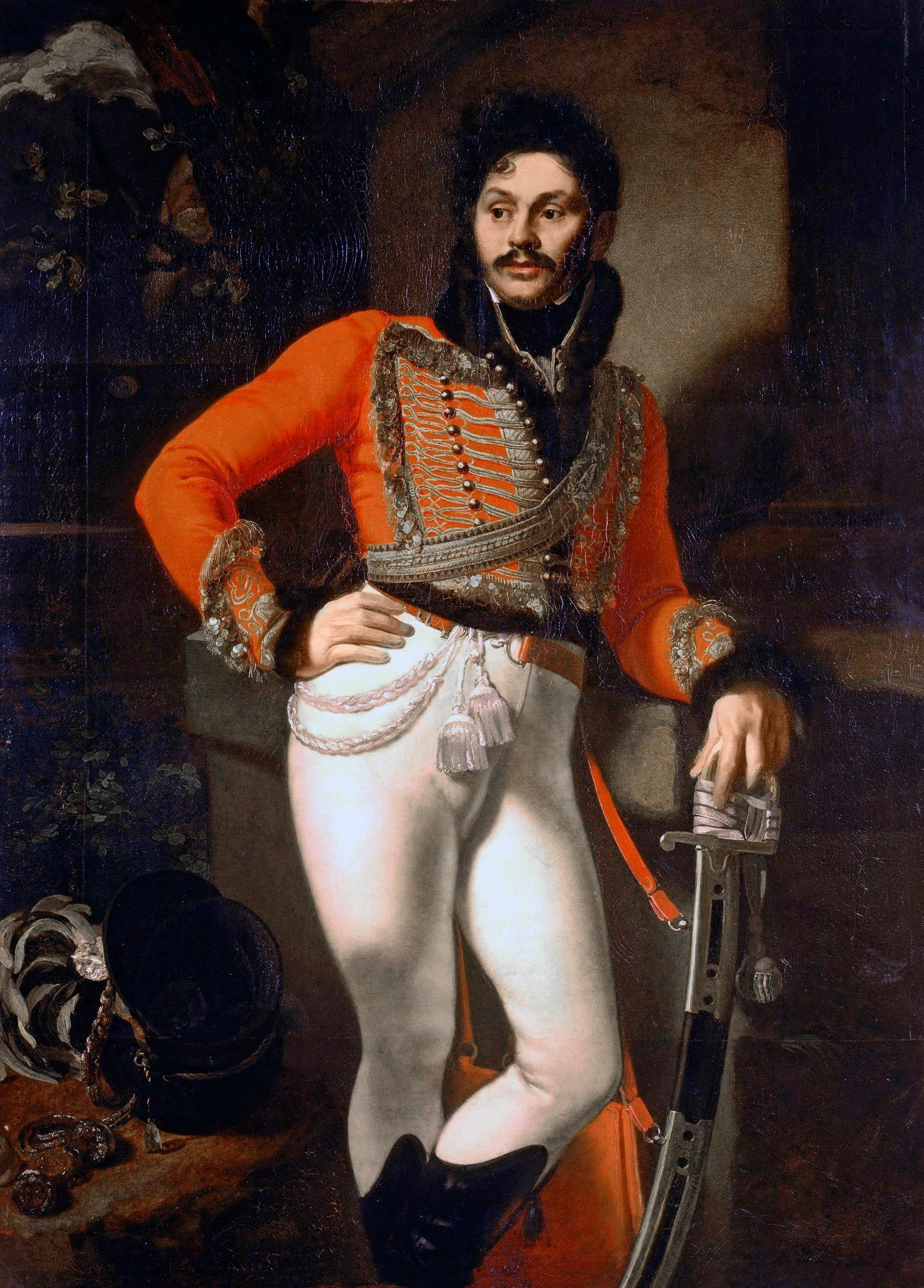
«Портрет лейб-гусарского полковника Евграфа Владимировича Давыдова» работы О. Кипренского

Лосины впервые появились как вид мужских парадных кожаных брюк и первоначально делались из кожи лося, откуда и название. Также — из оленьей кожи, позже — из замши. Были очень узки и поэтому надевались в смоченном виде, высыхая прямо на теле. Это было очень неудобно и подчас вызывало потёртости кожи. В частности, из-за этого страдал русский император Николай I, который после парадов по нескольку дней не мог покидать дворца.
В России известны с середины XVIII века, став частью обмундирования по примеру прусской армии до 1917 года. Уже в 1984 году Алла Пугачева носила красные лосины в качестве сценического костюма (в сочетании с белой майкой, серым пиджаком, белыми сапогами и красным шарфом). Вновь популярность приобрели как элемент женской моды в начале 1990-х годов.

## Использование
Современные лосины делают из разных материалов, таких как хлопок, полиамид, бархат, в том числе с добавлением эластана. Лосины прекрасно осуществляют поддержку мышц и придают чувство тонуса.
Благодаря волокнам спандекса или лайкры лосины идеально садятся по фигуре, не теряют форму, хорошо растягиваются (до 4 раз), отводят влагу от кожи наружу, хорошо продуваются, устойчивы к нагрузкам и изнашиванию, не стесняют движений. Были чрезвычайно популярны в 1990-х годах.
Разновидности по длине:
- Брюки — по всей длине ноги.
- Капри/бриджи — длиной ¾ ноги.
- Шорты — например, велосипедные шорты, выше колена.